# Gijs Luirink
Gijs Luirink est un footballeur néerlandais, né le 12 septembre 1983 à Amsterdam aux Pays-Bas. Il évolue comme stoppeur.

## Palmarès

### En club
AZ Alkmaar
- Eredivisie
  - Champion (1) : 2009

### En sélection
Pays-Bas espoirs
- EURO Espoirs
  - Vainqueur (1) : 2006